# Da Real World
Da Real World je druhé album Missy Elliott ve stylu Hip hop/R&B vydané v roce 1999. Z alba byly vydány singly „She's a Bitch“, „All N My Grill“ a „Hot Boyz“. Remix „Hot Boyz“ vydaný jako singl na albu není uvedený. Da Real World je označován za mnohem temnější album než zpěvaččin debut Supa Dupa Fly. Album si vedlo dobře v USA, kde se umístilo na 10. místě Billboard Hot 200 Album Chart a získalo platinové ocenění za prodej 1,5 milionů kopií.

## Seznam skladeb
1. Mysterious (Intro)
2. Beat Biters
3. Busa Rhyme (Missy Elliott a Eminem)
4. All N My Grill (Missy Elliott, Big Boi z dua Outkast a Nicole Wray)
5. Dangerous Mouths (Missy Elliott a Redman)
6. Hot Boyz (Missy Elliott a Lil' Mo)
7. You Don't Know (Missy Elliott a Lil' Mo)
8. Mr. D.J. (Missy Elliott a Lady Saw)
9. Interlude: Checkin' For You (Missy Elliott a Lil' Kim)
10. Stickin' Chickens (Missy Elliott, Aaliyah a Da Brat)
11. Smooth Chick
12. We Did It
13. Interlude: Throw Your Hands Up (Missy Elliott a Lil' Kim)
14. She's a Bitch
15. U Can't Resist (Missy Elliott, Juvenile a B.G.)
16. Crazy Feelings (Missy Elliott a Beyoncé)
17. Religious Blessings (Outro)
18. All N My Grill (remix, bonus – Missy Elliott a MC Solaar)

## Úspěchy
USA – prodej 1,1 milionů kopií, 1× platinové ocenění (RIAA)
Světový prodej – 4,2 milionů kopií
| Žebříčky (2002)                  | Nejvyšší pozice |
| -------------------------------- | --------------- |
| Francie – alba                   | 51              |
| Švédsko – alba                   | 57              |
| Švýcarsko – alba                 | 59              |
| Anglie – alba                    | 40              |
| U.S. Billboard 2002 Albums Chart | 10              |